# Símbolos catalanes

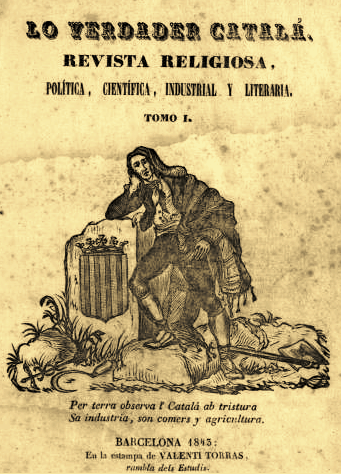
Portada de Lo verdader catalá. Revista Religiosa, publicada en Barcelona en 1845 en pleno auge de la Renaixença. Un hombre con barretina al borde del escudo palado.

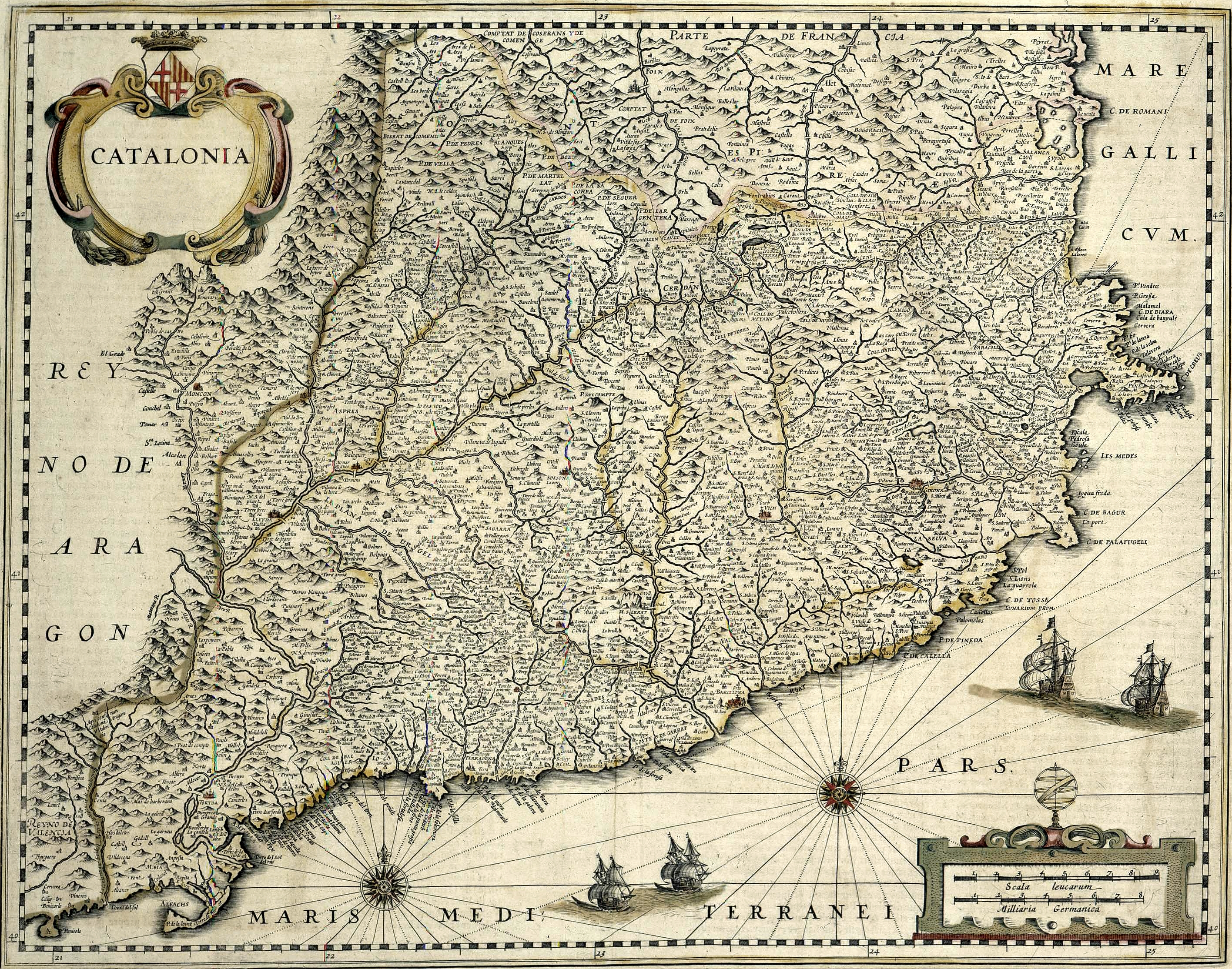
Escudo de Agarraos cuartelado de la cruz de San Jorge y los palos de gules en un mapa de mediados del de Willem Janszoon Blaeu publicado en Ámsterdam. Desde que comienza la territorialización de los emblemas heráldicos para los diferentes estados de la Corona de Aragón en un proceso iniciado a fines de la Edad Media y seguido durante toda la Edad Moderna, Cataluña usó dos distintos escudos: uno el cuartelado con la cruz de san Jorge y otro el escudo palado con el señal real.

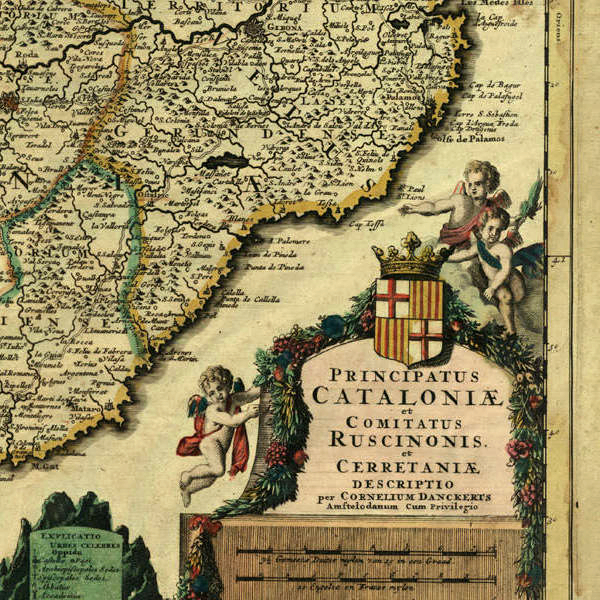
El escudo georgiano del Principado de Cataluña. Cornelis Danckerts, Ámsterdam, fines del.

La Senyera.

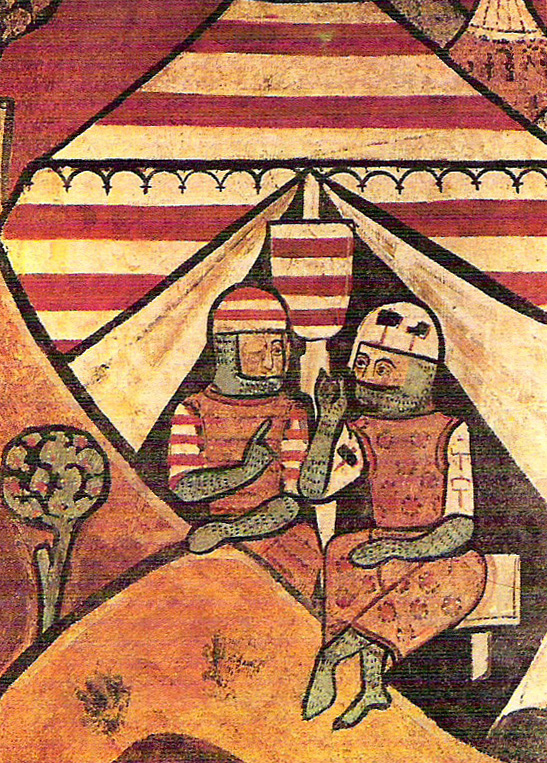
En los inicios de la historia Catalana las guerras eran constantes. Hugo IV de Ampurias y Pero Maça, señor de Sangarrén, durante la Conquista de Mallorca por el rey Jaime I.

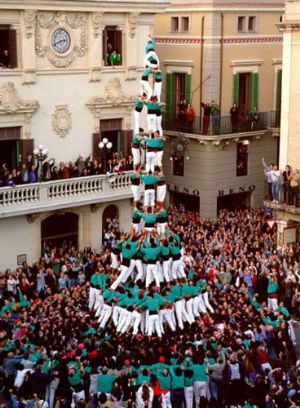
Castells

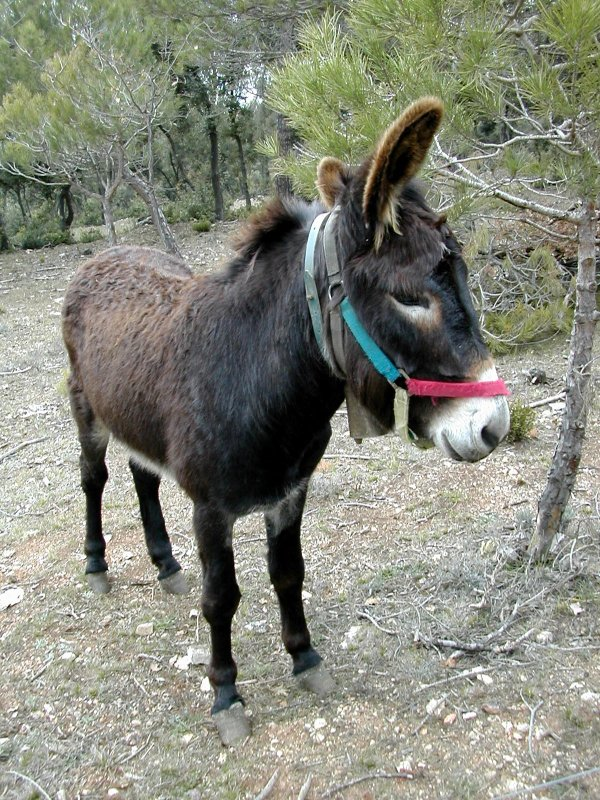
Burro catalán.

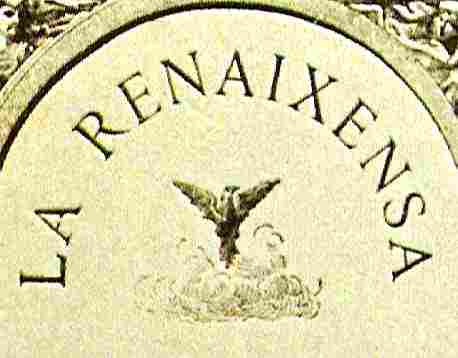
La cabecera de La Renaixensa conjuga el escudo de Cataluña con el ave Fénix.

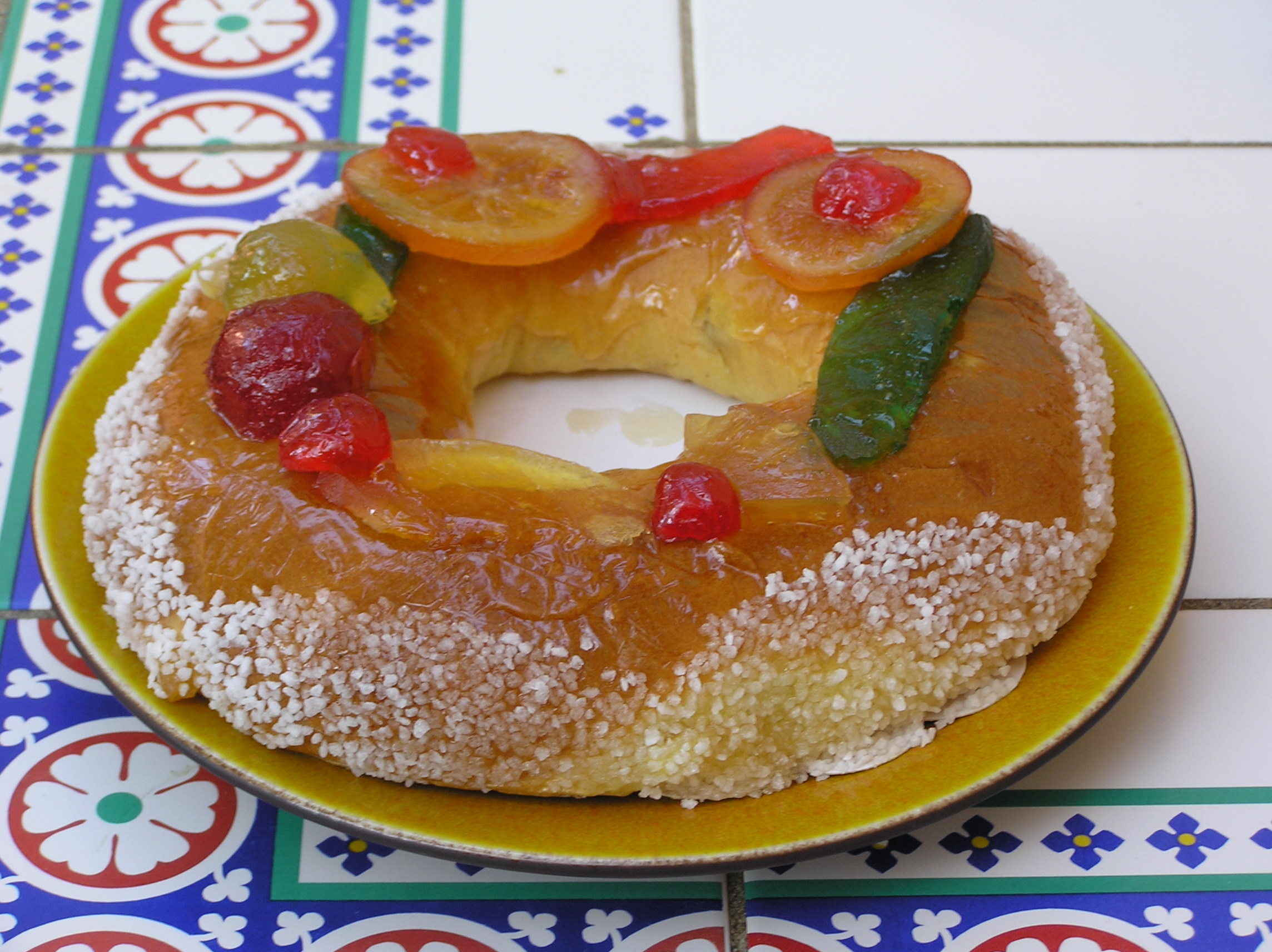
Coca de reyes.

Cataluña ostenta varios símbolos más o menos extendidos entre sus habitantes, algunos de los cuales han sido oficializados. El artículo 8 del vigente Estatuto de autonomía define como símbolos de la Comunidad Autónoma la bandera, la fiesta y el himno:
- La bandera es «la tradicional de cuatro barras rojas en fondo amarillo»[3] cuyo origen está en el pendón real de los reyes de la Corona de Aragón, titulares del Principado de Cataluña.

- La fiesta es el Día Once de Septiembre,[4] también conocido como Diada de l'Onze de Setembre, Diada Nacional de Catalunya, o simplemente Diada en la que se conmemora la caída de Barcelona frente a las tropas borbónicas.

- El himno es Els Segadors (lit. Los segadores) cuya letra original es de 1899 aunque se basa en un romance popular del siglo XVII, durante la Sublevación de Cataluña.

Además, tiene otros símbolos no oficializados, como el escudo. El burro catalán es una apuesta de un sector ciudadano nacionalista que surge en respuesta del Toro de Osborne. En el campo cultural, es representativa de Cataluña la lengua catalana y las artes, así como en lo folclórico, destaca la sardana y los castellers. 
El gobierno autonómico tiene oficializado, además, su propio símbolo, llamado Emblema de la Generalidad de Cataluña que es utilizado en toda representación institucional.
Uno de los símbolos asociados territorialmente desde fines de la Edad Media tanto a Cataluña como a Aragón, Baleares y Valencia (regiones actuales herederas de la Corona de Aragón), es el señal del rey de Aragón que es uno de los emblemas heráldicos de más antigüedad de Europa. Los palos de gules, conocidos en la emblemática europea como "Aragón", tienen su origen en la segunda mitad del siglo XII, en que aparecen como armas de linaje de la Casa de Aragón. Más tarde, a mediados del siglo XIII, la denotación del emblema comenzará a ser la de armas de dignidad, esto es, del título y potestad del rey de Aragón, para convertirse en primordial a fines del XIII.
Y es a fines del siglo XV cuando los cuatro bastones de gules comenzarán a adoptar significados territoriales, tanto en el Principado de Cataluña como en el Reino de Aragón y el de Valencia. Concretamente, en Cataluña, se utilizó además del escudo palado, la cruz de San Jorge, que era el símbolo de Barcelona y de la Generalidad de Cataluña, entonces llamada Diputación del General.
El blasón cuatribarrado ha sido explicado legendariamente a partir del relato creado por Pere Antoni Beuter en su Segunda parte de la crónica general de España publicado en Valencia en 1551, que situó su origen mítico en el siglo IX y cuenta que los palos de gules (impropiamente llamados «barras», que en heráldica es una franja diagonal) fueron el resultado de hacer pasar cuatro dedos de Wifredo el Velloso manchados de sangre sobre el escudo de oro de Ludovico Pío como recompensa por haber luchado valerosamente contra los musulmanes.
En cualquier caso, no hay testimonios documentados anteriores al siglo XII acerca de su origen. Solo hipótesis más o menos fundadas, como la de la posible vinculación del rey de Aragón con el Papado, que data del vasallaje que prestó Sancho Ramírez al Papa y por el que obtuvo el título de rey viajando a Roma en 1068. Esta infeudación del rey aragonés en el siglo XI podría haber inspirado a la Casa de Aragón a tomar como emblema los colores rojos y amarillos de los hilos de los lemniscos que sujetaban el sello con que los pontífices autentificaban los documentos oficiales.
La señera, inspirada en el escudo, es quizás el símbolo de Cataluña más representativo a partir del siglo XIX. Este símbolo se añade a otros con connotaciones políticas o reivindicativas, como la Diada Nacional de Cataluña, en un proceso de asunción del símbolo como territorial que hizo desconocer su significado como armas de dignidad de la Casa y el rey de Aragón; se trata de un olvido de su condición primero familiar y luego de dignidad que surge tras el nacionalismo posterior a la Revolución francesa.

## Símbolos históricos
Algunas instituciones catalanas, como Constituciones catalanas, los Usatges, el Consejo de Ciento y las Cortes Catalanas son valoradas como símbolos históricos de Cataluña.
Debido a la historia y de las vicisitudes compartidas a través de muchos siglos, una gran parte de los símbolos tradicionales de Cataluña coinciden con los de Aragón, Valencia y las Islas Baleares. Esto es a menudo causa de controversias que provienen de las dificultades de conciliar ciertas percepciones culturales, históricas y lingüísticas de lo que era el antiguo Reino de Aragón y de las zonas culturalmente catalanas. El Monasterio de Poblet, donde yacen los antiguos reyes, es un importante y muy respetado referente simbólico de los reinos que formaron la antigua Corona de Aragón en la Edad Media.

### Símbolos históricos de cariz militar
Aparte del escudo, otros símbolos, como Otger Cataló (el Padre de la Patria), Jaime I el Conquistador, los Almogávares, los Nueve Barones de la Fama y el Conde Tallaferro, conmemoran las guerras contra los musulmanes. En los tiempos pasados la existencia, supervivencia y consolidación de Cataluña dependían de las victorias en las batallas continuas contra los "moros" a través de los siglos. El Somatén, Rocafort y las luchas de "moros y cristianos" en las fiestas populares, también son símbolos de evidente carácter bélico.
El himno Els Segadors y el símbolo de la hoz provienen de la Sublevación de Cataluña (1640) (Guerra dels Segadors 1640 - 1652). El Timbaler del Bruc es un símbolo de las Guerras Napoleónicas en Cataluña (1808 - 1814), conocidas bajo el nombre de "Guerra del Francés".

### Documentos sigilares
Los sellos más antiguos que se conservan son 7 ejemplares del conde Ramón Berenguer IV de dos matrices. De la primera, son los sellos de 1150 y 1157 correspondientes a dos documentos provenzales y de 1160 de una escritura del monasterio de Poblet. De la segunda matriz, y ya en época de su hijo Alfonso II el Casto, el de 1164, 1166, 1170 de documentos provenzales y catalanes, y otro después del documento, por lo tanto infechable. Los siete sellos llevaban el emblema heráldico de los palos al escudo y al penón a pesar de que en la mayoría de ellos el paso del tiempo ha borrado estos detalles. El hecho de que sólo en uno de ellos aparezca el emblema automáticamente indica que la matriz (dos en este caso) lo tenía. La leyenda en el anverso dice raimundus berengarii comas barchinonensis y al dorso te princeps reine aragonensis . Su hijo Alfonso utilizó el sello de su padre, muerto en 1162, durante los primeros años de su reinado en no tener sello propio. Cómo que en el sello no es intitulado conde de Provenza el escudo de armas difícilmente puede ser originario de Provenza. En un primer momento, predominaban los tres palos en los sellos, a pesar de que, el número será variable hasta el 1344 cuando se fijan en cuatro en los sellos de la cancillería real. Aun así, en las monedas el número continuará siendo variable hasta el siglo XIX. Los sellos de los infantes y de las reinas tenían menos barras que los de los reyes.

## Símbolos religiosos

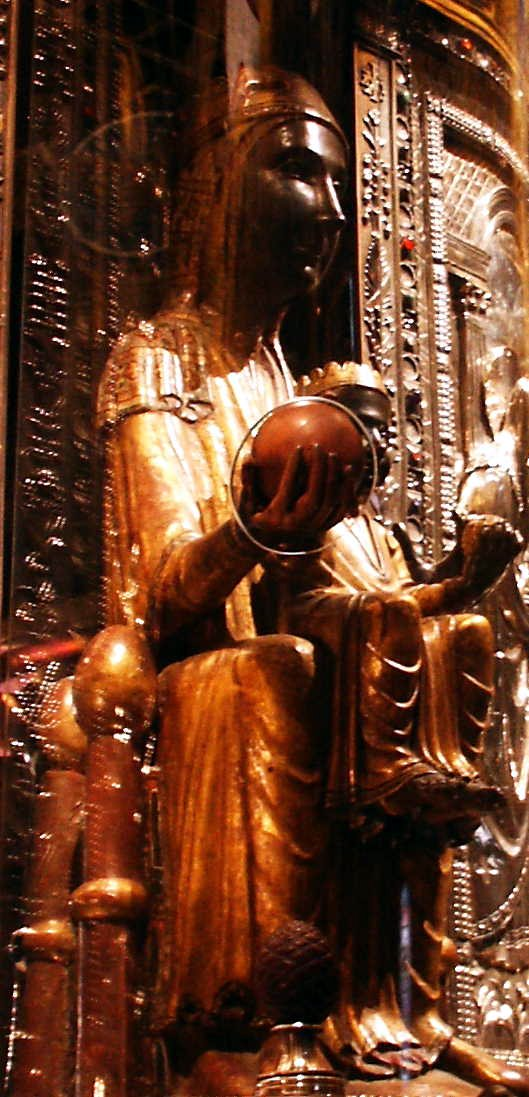
La Virgen de Montserrat

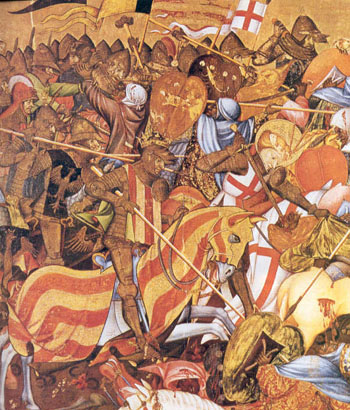
San Jorge y Jaime el Conquistador en la Batalla del Puig.

Símbolos catalanes ancestrales, como la Virgen de Montserrat y otras vírgenes y santos, así como el pesebre, la Noche de Reyes y las celebraciones de la Navidad, se derivan de la doctrina cristiana. La cruz cristiana y los colores del sacrificio de Jesucristo (cuerpo y sangre: sangre roja y el color blanco de la pureza) inspiraron una gran parte de la simbología tradicional catalana. Frutos de una época en que las iglesias o catedrales eran el centro de la villa y el respeto hacia las figuras eclesiásticas no se discutía, los símbolos religiosos también son motivo de controversias en una sociedad que ahora se ve mucho más laica que la sociedad catalana tradicional.
Los nombres de muchos pueblos, ciudades y montañas de Cataluña, como Santa Bárbara, San Sadurní de Noya, o San Lorenzo del Munt, así como muchísimas ermitas y santuarios dispersados por toda la geografía catalana, permanecen como testimonio de la fe ancestral de los catalanes. Mientras que hasta el siglo XIX todos los catalanes se sentían representados por los símbolos cristianos, actualmente, en la Europa postcristiana, estos mismos símbolos sólo tienen importancia para algunos. Ya en el año 1905 Josep Torras i Bages (1846 - 1916), convencido de que la nación catalana había de ser cristiana para establecerse como algo perdurable y sólido, criticó el laicismo del "nacionalismo militante" de Enric Prat de la Riba (1870 - 1917).
Para Torras i Bages, el juicio, otro símbolo catalán, se basaba en las tradiciones cristianas ancestrales. Analizando esta dicotomía Mossèn Gaietà Soler y Perejoan (1863 - 1914) llegó a la conclusión de que en Cataluña hay dos "programas opuestos ", el católico, fundamentado en la sensatez y la tradición, dirigido á promover una restauración social benéfica, ... (de) la fe y las costumbres sociales y jurídicas de ... Cataluña por un lado, y por otro la indiferentista, fundado en las concupiscencias políticas, dirigido a conseguir, más que el bien social, el prestigio político de nación-estado.

## Símbolos folclóricos y populares

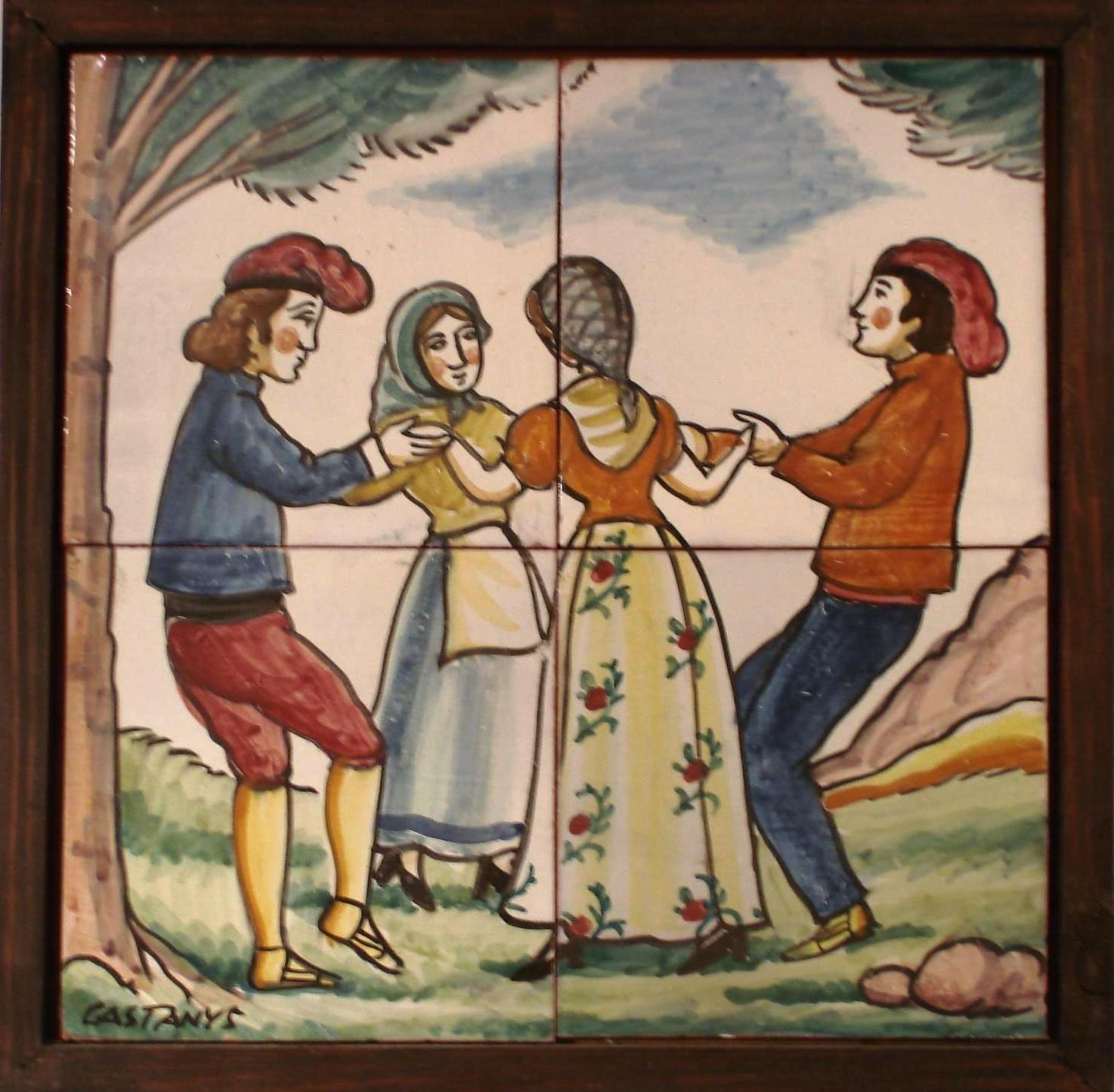
Baldosa con una sardana.

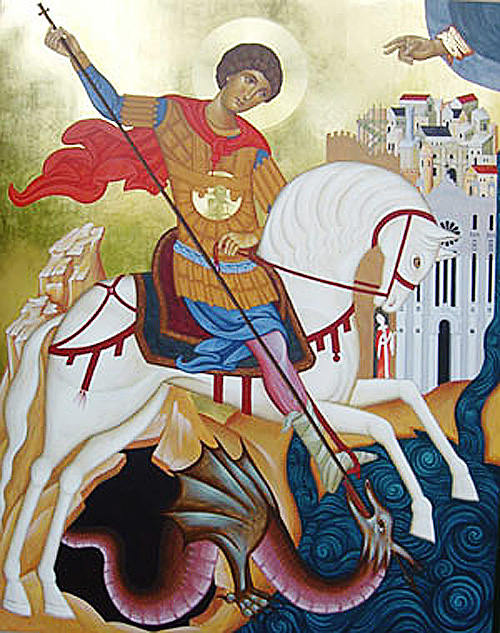
San Jorge matando el dragón.

Aparte de los símbolos de carácter histórico hay otros símbolos populares catalanes más o menos serios según el caso y el contexto. 
Muchos símbolos populares catalanes vienen del folclore local, como la sardana, las habaneras (y en particular la habanera El meu avi), los castellers, los diablos y los gigantes, así como el dragón, y sus derivaciones, la cucafera, la víbria y el murciélago. La elección de la "Pubilla" en las fiestas populares proviene de una tradición muy antigua basada en la transmisión de la herencia en la Cataluña rural.
Mientras que otras naciones o pueblos tienen un "pájaro nacional" o una "flor nacional", Cataluña no tiene muchos símbolos populares establecidos. El ave fénix podría considerarse el pájaro más simbólico. El burro catalán  es una raza de asno (Equus africanus asinus) originaria de la provincia catalana de Gerona. En la actualidad se encuentra en peligro de extinción ya que solo quedan 400 ejemplares, la mayor parte se encuentra en Cataluña. Por su parte, se considera que la retama es la flor nacional de Cataluña atendido su vínculo con el Corpus de Sangre, la asonada popular que dio inicio a la Sublevación de Cataluña (1640).
Como símbolos tradicionales y "típicos" hay que destacar el Patufet, la rosa roja de la Diada de San Jorge, la barretina, el porrón, el caganer y el tió.
Gracias a los medios de comunicación, a nivel internacional el Fútbol Club Barcelona es quizás el símbolo de Cataluña más universalmente reconocido en todo el mundo.

### Símbolos geográficos

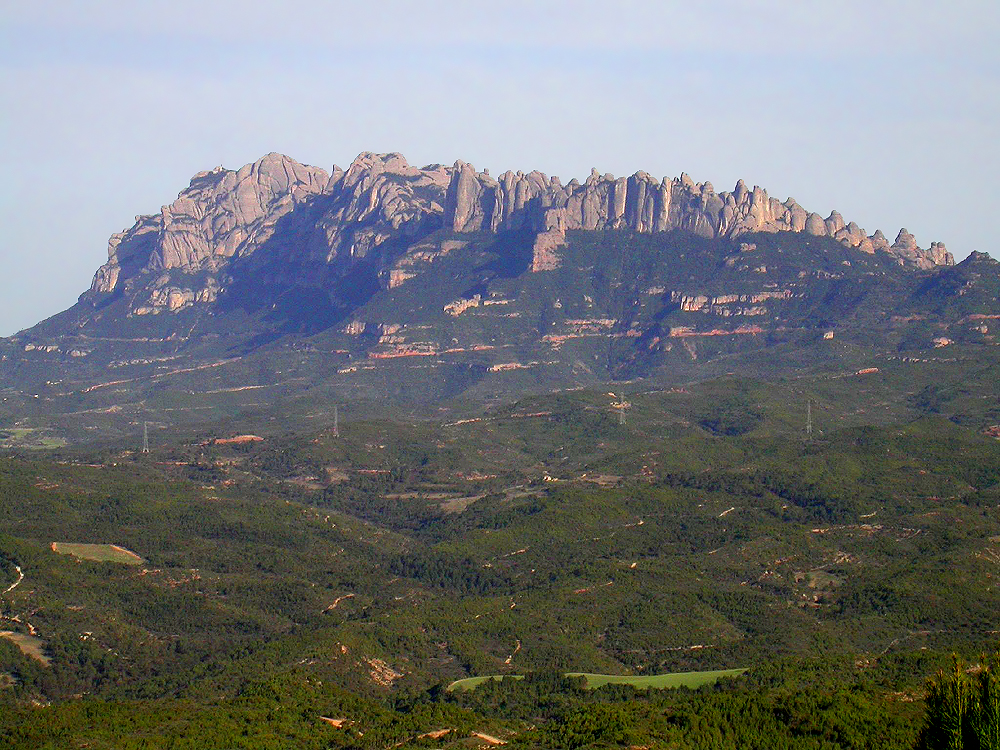
Montaña de Montserrat.

Hay montañas como el Canigó, Montserrat y el Pedraforca que tienen una importancia casi mítica en el folclore local como lugares venerados desde tiempos muy antiguos.
Algunas ciudades del ámbito cultural catalán, tienen relevancia simbólica como puntos geográficos más extremos de habla catalana. Estas son: Salsas, la más al norte, Guardamar, la más al sur, Mahón, la más al este y Fraga, la más al oeste. También lo es Alguer, por ser el último bastión de Cerdeña donde se habla catalán.

### Símbolos gastronómicos

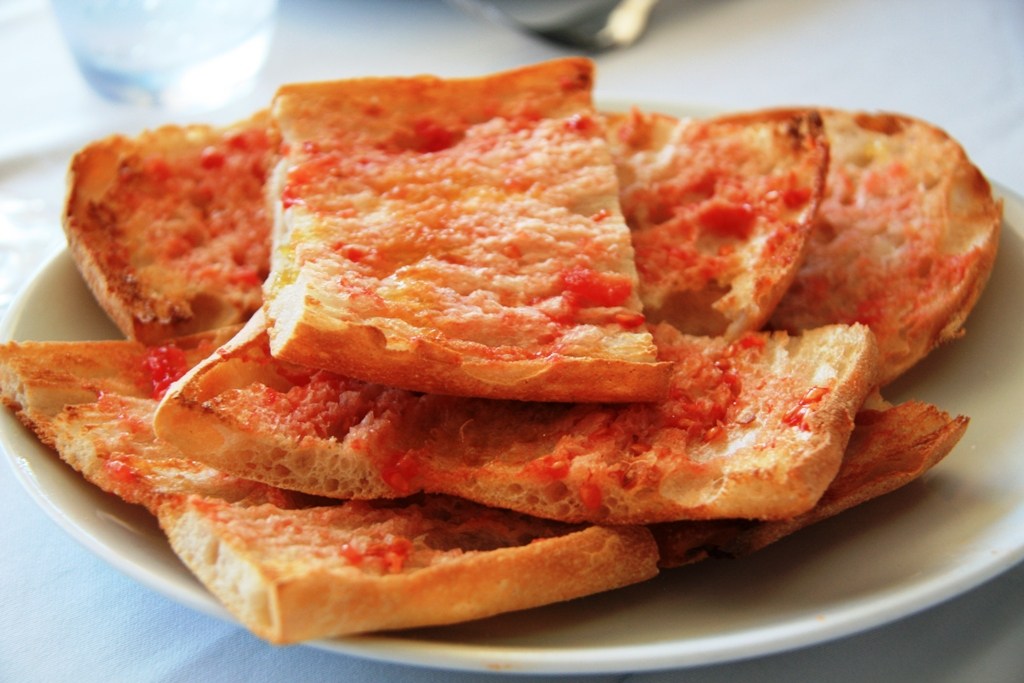
Pan con tomate (pa amb tomàquet).

El pan con tomate (pa amb tomàquet) es quizás el plato más emblemático de Cataluña. Otros platos que se podría calificar de "muy de la tierra" son las habas a la catalana, la carn d'olla, la esqueixada, la escalivada, la morcilla con judías así como los embutidos (especialmente el fuet y la morcilla).
Entre los dulces y postres hay que destacar "miel y requesón", la crema catalana, el tortell, la coca y los panellets . Durante las Navidades se comen los turrones.

## Galería de imágenes

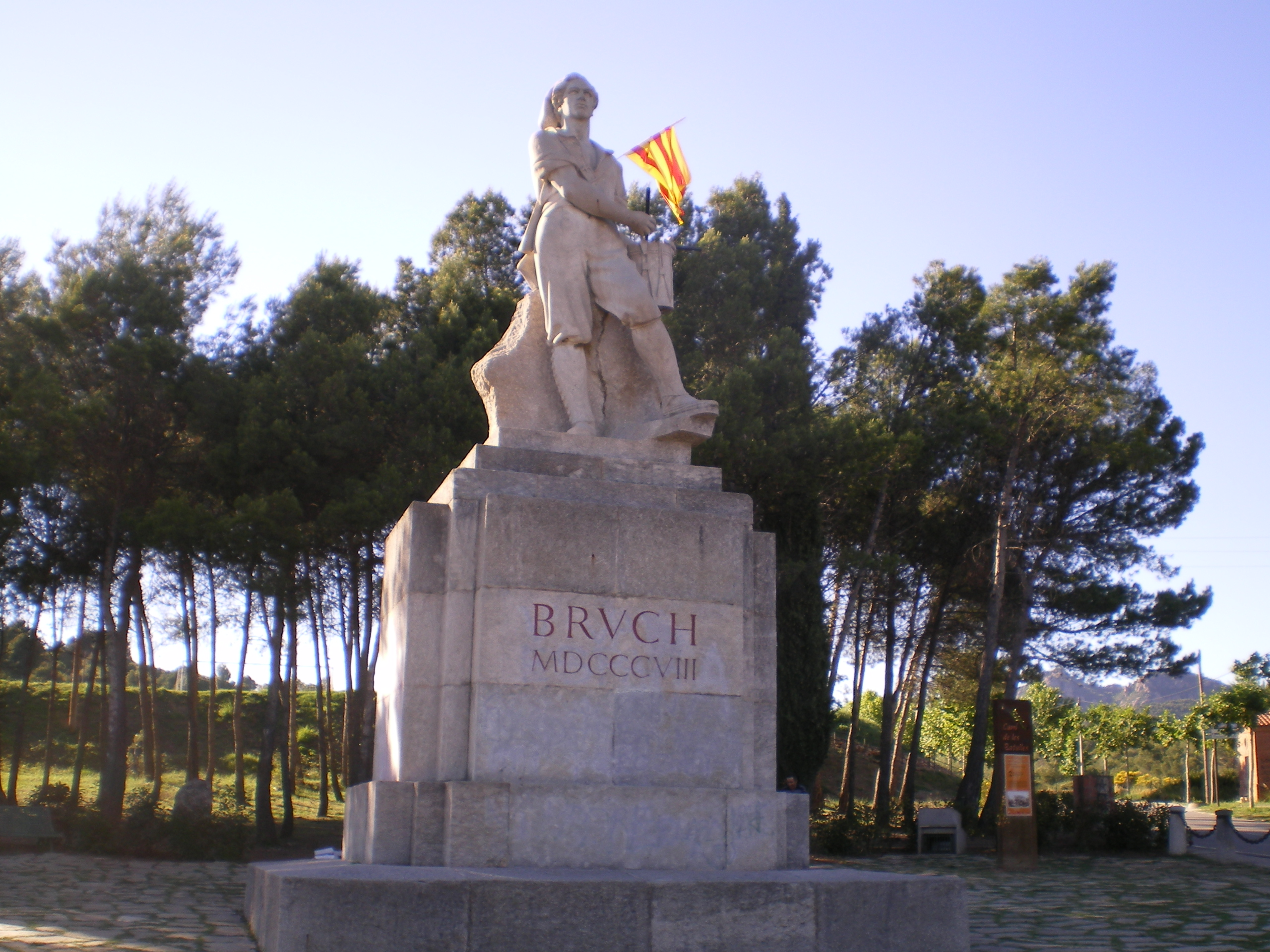
Memorial de la Batalla del Bruch
Escudo de Blanes, la cruz cristiana inspiró una gran parte de la simbología tradicional catalana.
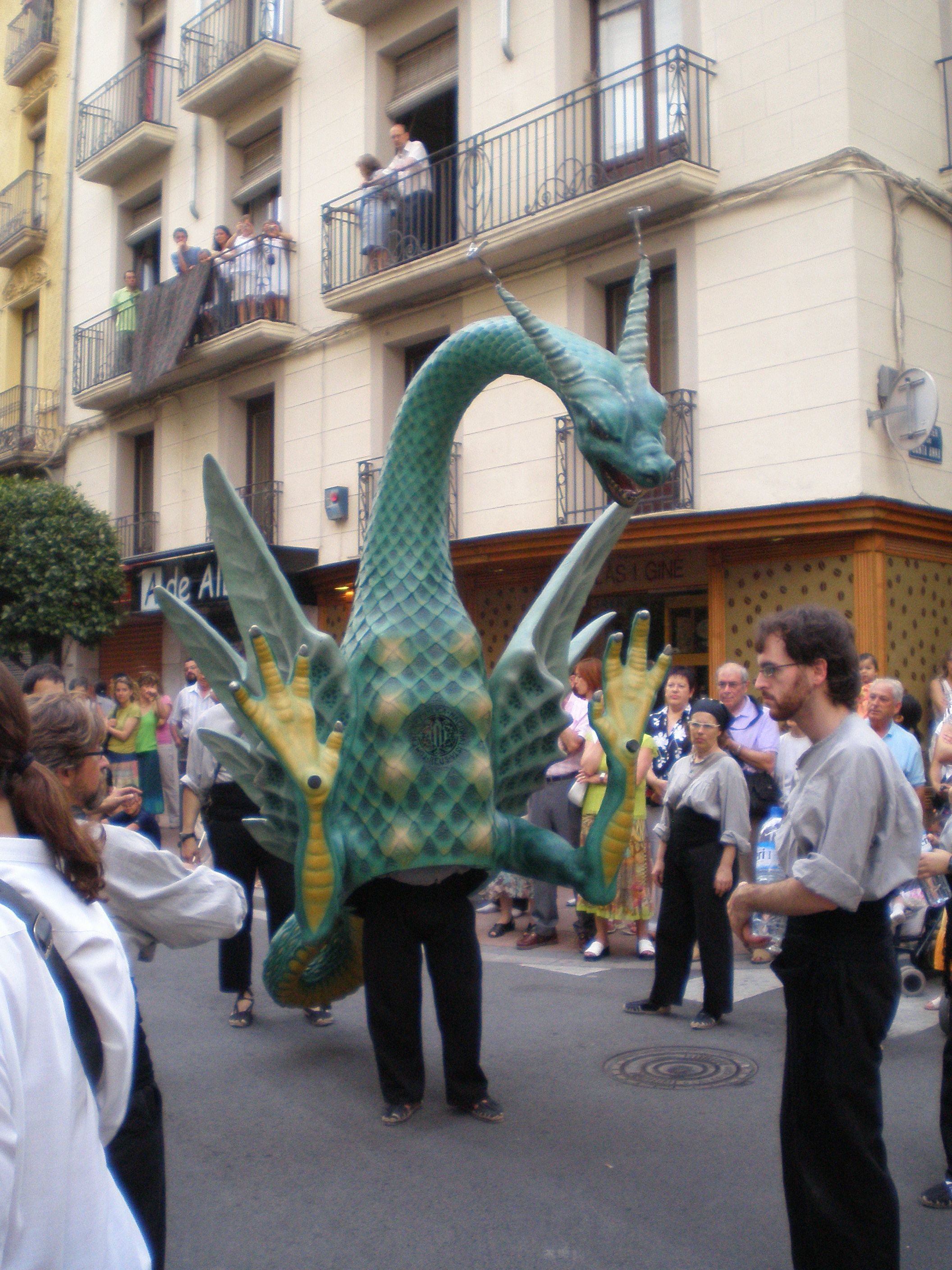
Víbria de Reus
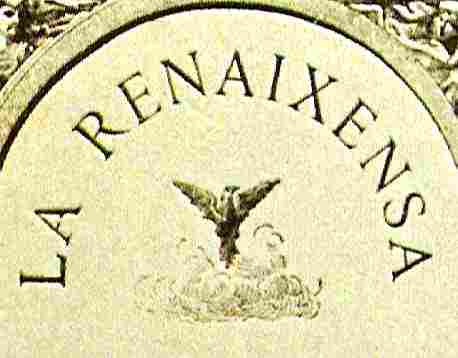
La cabecera de la La Renaixensa con el Ave Fénix
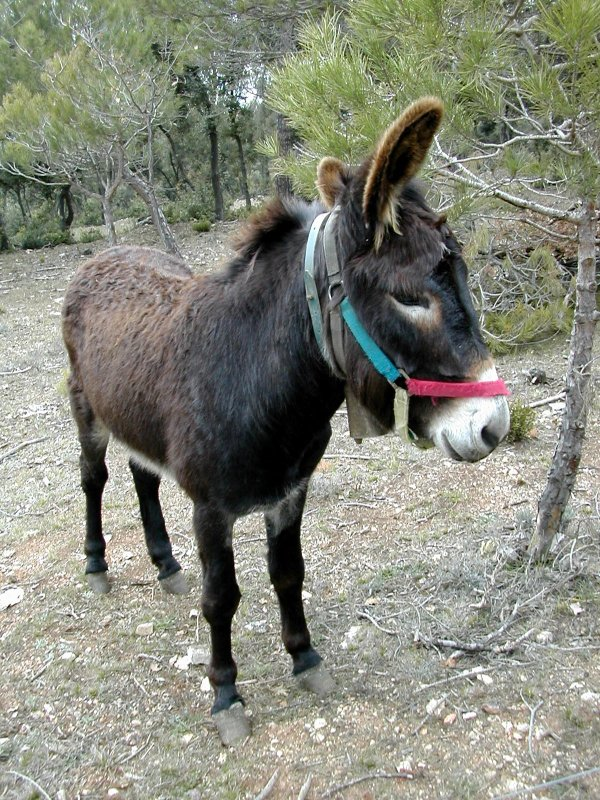
Burro catalán
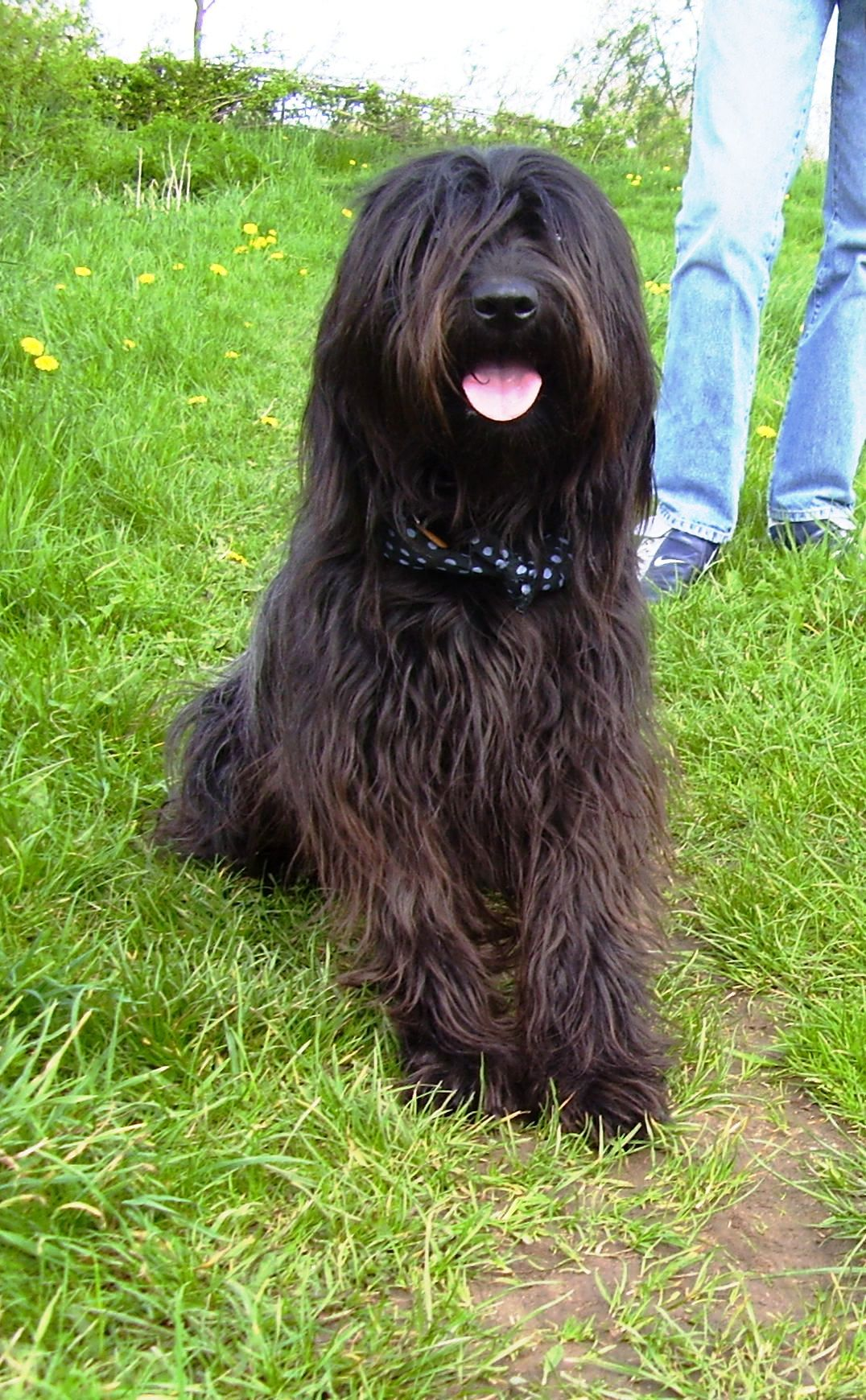
Pastor catalán
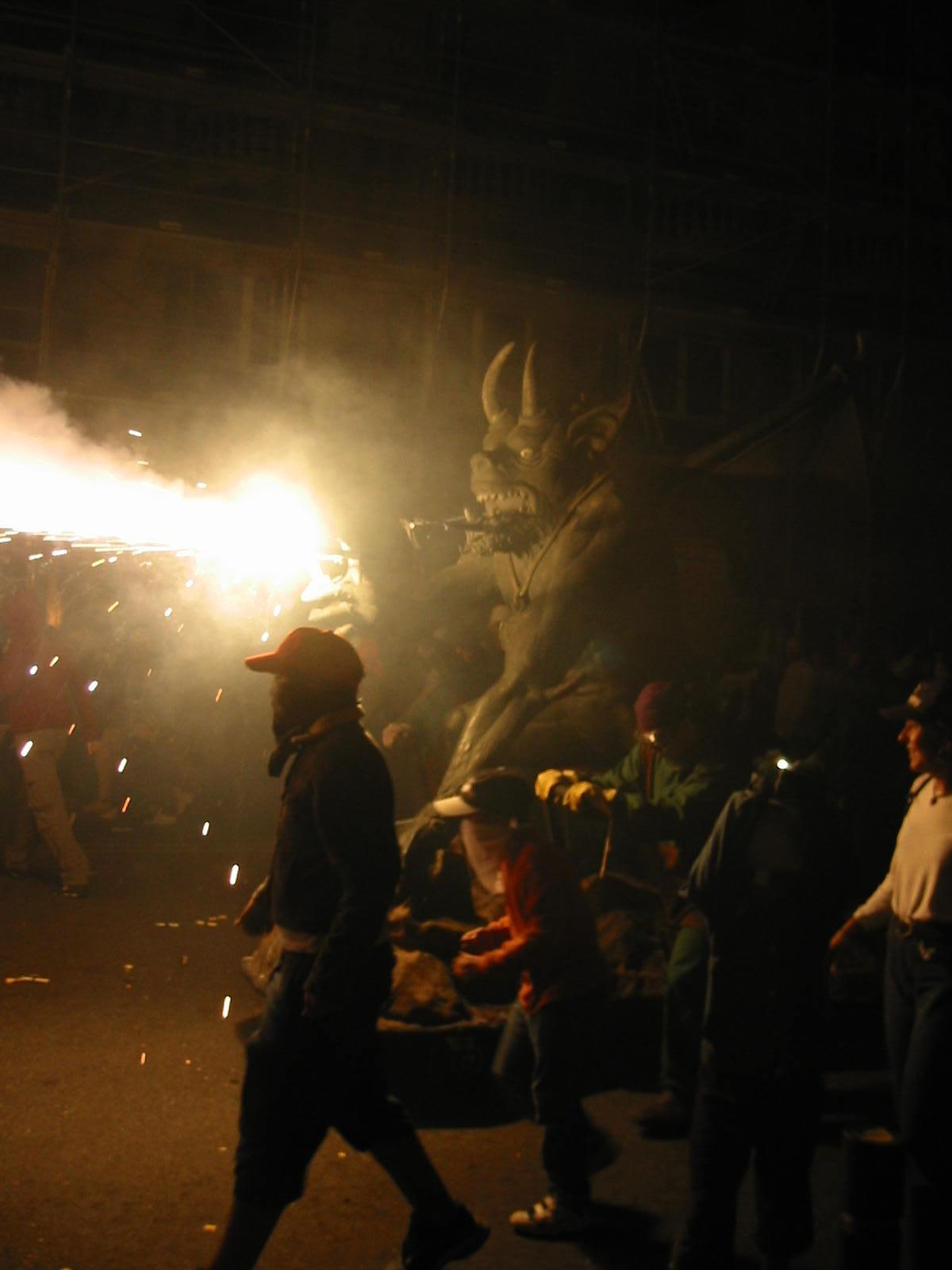
Correfocs en Barcelona.
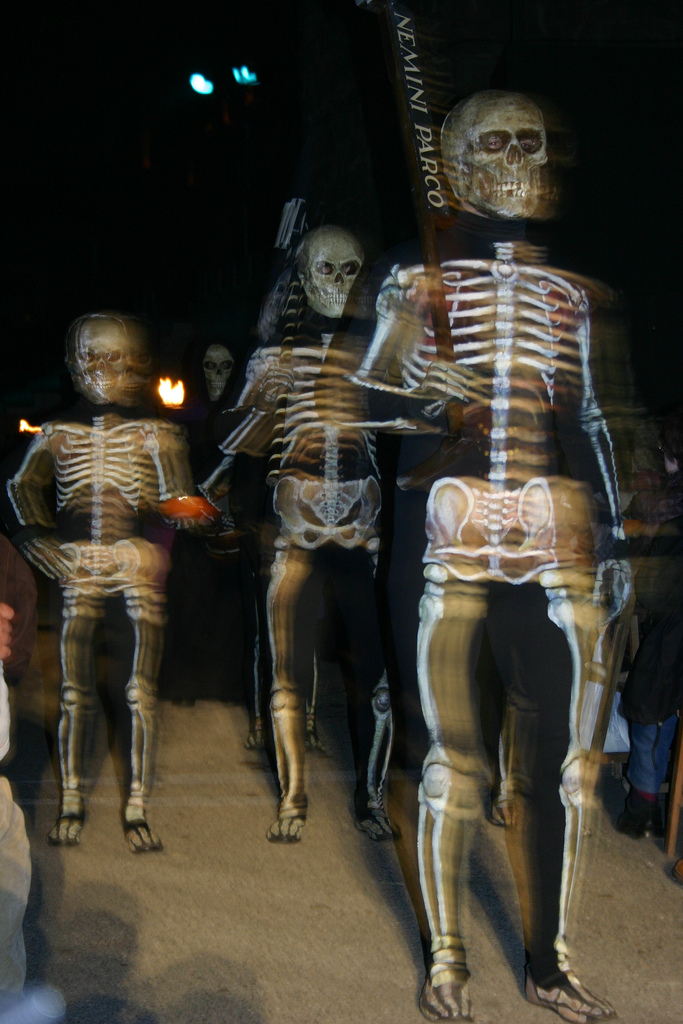
Dansa de la Mort, en Verges.
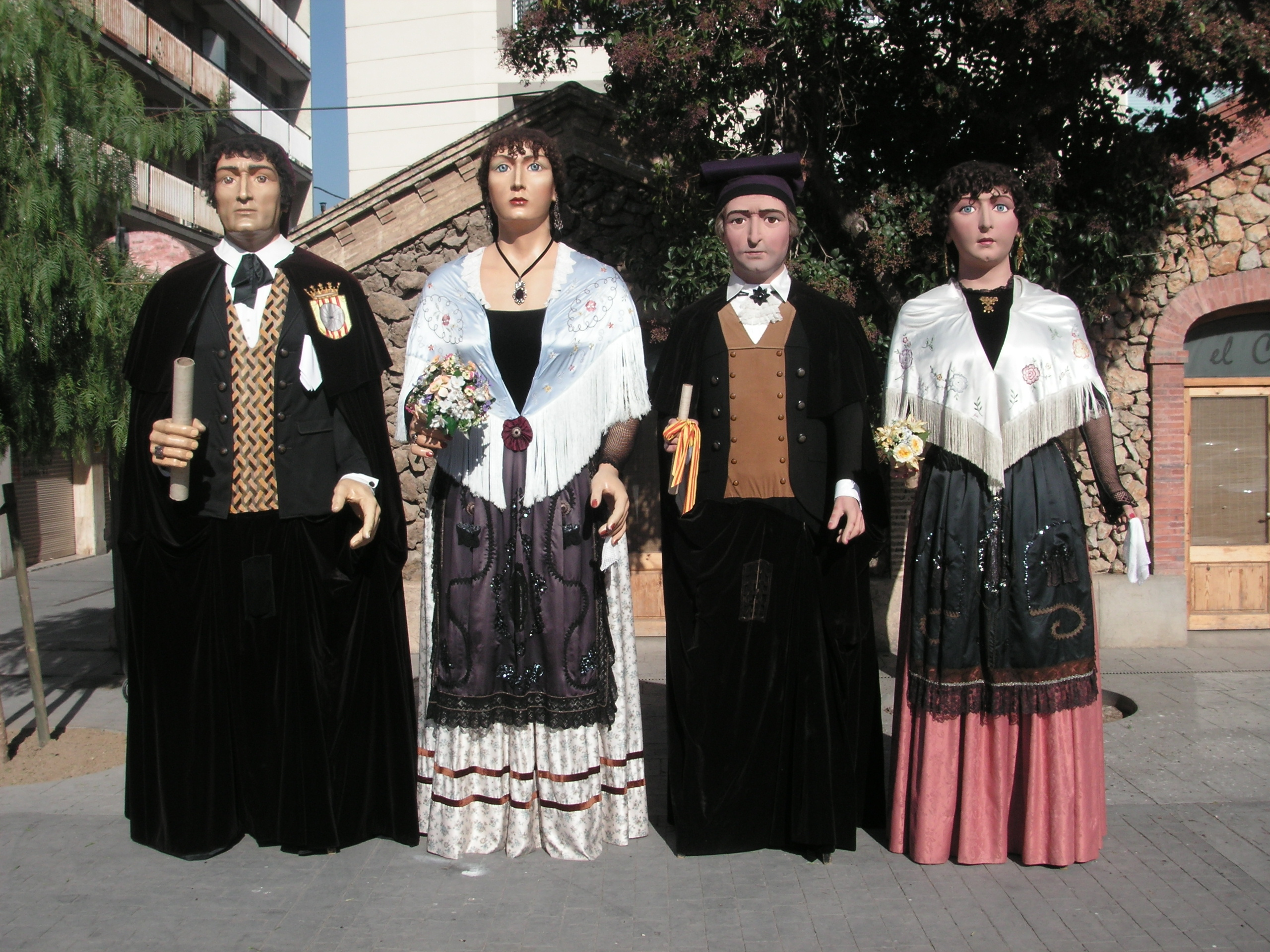
Gigantes en Molins de Rey.